# Świadkowie Jehowy w Chorwacji

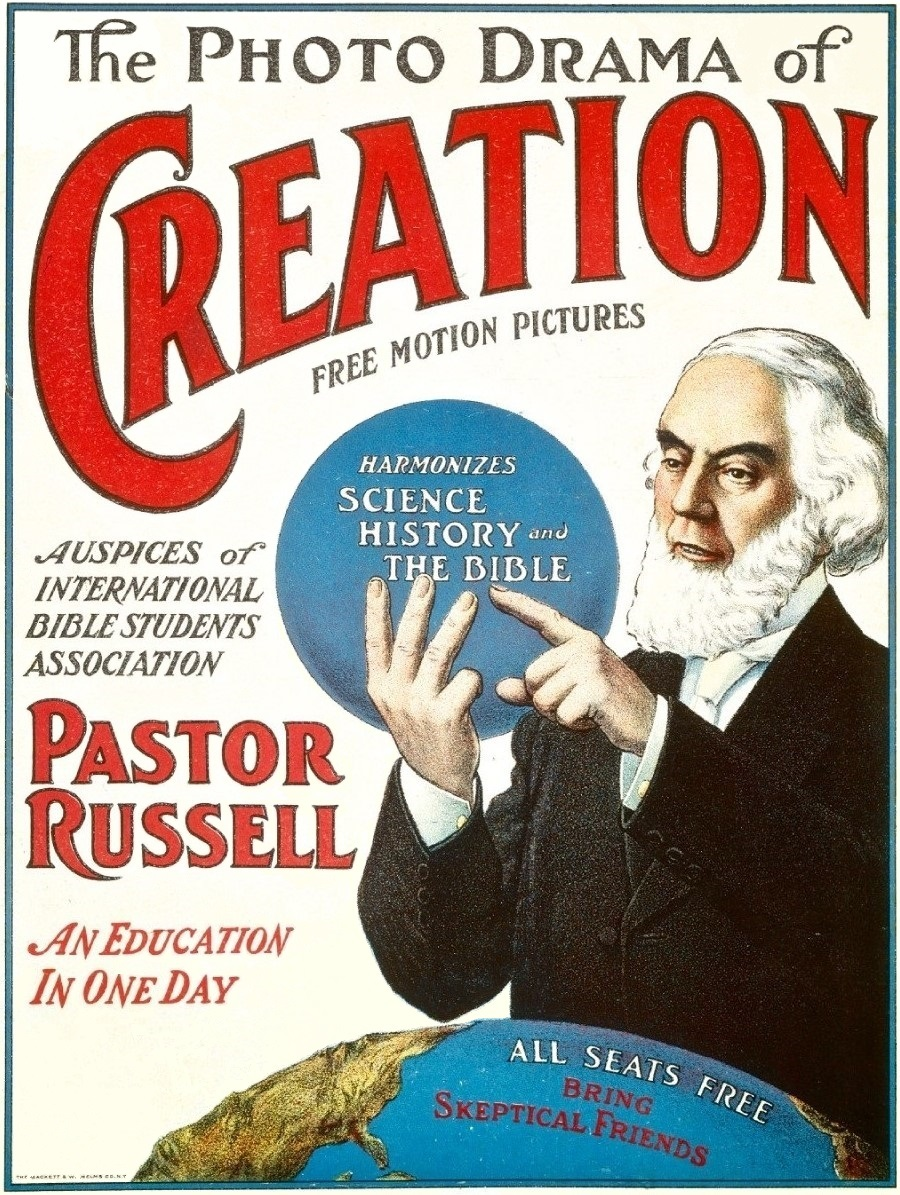
W 1931 roku na terenie Chorwacji rozpoczęto wyświetlanie Fotodramy stworzenia

Świadkowie Jehowy w Chorwacji – społeczność wyznaniowa w Chorwacji, należąca do ogólnoświatowej wspólnoty Świadków Jehowy, licząca w 2023 roku 4687 głosicieli, należących do 57 zborów. W 2023 roku na dorocznej uroczystości Wieczerzy Pańskiej zgromadziło się 7256 osób. Działalność miejscowych i bośniackich głosicieli koordynuje Biuro Oddziału w Zagrzebiu.

## Historia

### Początki
W latach 20. XX w. działalność na terenie Królestwa Jugosławii nadzorowało rumuńskie Biuro Oddziału założone w roku 1920 w Klużu. 9 września 1930 roku w słoweńskim Mariborze zarejestrowano korporację prawną „Latarnia Morska – Stowarzyszenie Badaczy Pisma Świętego w Królestwie Jugosławii” reprezentującą wyznanie w Królestwie Jugosławii. W początkowym okresie ważną rolę w prowadzeniu działalności odegrała „Fotodrama stworzenia”. Później też wyświetlano film Dramat stworzenia. W 1931 roku w Zagrzebiu i okolicach spotykały się grupy osób, omawiające publikacje Świadków Jehowy. Wkrótce zaczęto tłumaczyć „Strażnicę” na język chorwacki. Pierwsze wydania pisano na maszynie do pisania, a jakiś czas później zakupiono w tym celu powielacz.
W roku 1933 szeregi Świadków Jehowy zasilili współwyznawcy z Niemiec, którzy na skutek zaciekłych prześladowań opuścili swoją ojczyznę. Był wśród nich m.in. Martin Pötzinger, późniejszy członek Ciała Kierowniczego. W tym też roku Antun Abramovič ze Slawonii krzewił wyznanie w okolicach Privlaki i Vinkovci. Alfred Tuček, były dyrygent orkiestry gwardii królewskiej z Mostaru i pierwszy jugosłowiański pionier wraz z żoną Friedą głosił również na terenie Chorwacji. Również Dušan Mikić z Zagrzebia rozpoczął działalność pionierską.
W 1935 roku w Mariborze odbyły się kongresy z udziałem Świadków Jehowy z Austrii i z całej Jugosławii. W tym też roku biuro przeniesiono z Mariboru w Słowenii do Belgradu w Serbii – stolicy kraju. W 1936 roku delegaci uczestniczyli w międzynarodowym kongresie w Lucernie.
Mniej więcej w tym czasie w zborze w Zagrzebiu doszło do rozdźwięku. Za namową nadzorcy zboru 60 osób przyjęło poglądy religijne Lwa Tołstoja i zamierzało odłączyć się od społeczności Świadków Jehowy. Okazywali oni nieufność do wszelkich instytucji religijnych. Jednak w wyniku wizyty Rudolfa Kalle ostatecznie zbór opuściło tylko kilka osób, a sytuacja w zborze się unormowała.

### Okres prześladowań
W sierpniu 1936 roku działalność Świadków Jehowy została oficjalnie zakazana. Władze opieczętowały Sale Królestwa oraz skonfiskowały znalezioną literaturę. Zebrania religijne przeprowadzano w domach prywatnych. Zamierzano też uniemożliwić głoszenie. Pionierzy z Niemiec, mimo że byli wielokrotnie aresztowani, w dalszym ciągu prowadzili działalność kaznodziejską. Rozpowszechniano wówczas broszurę w języku chorwackim Sędzia Rutherford demaskuje piątą kolumnę, która bezpośrednio piętnowała wsparcie udzielone faszystowskim władzom przez Kościół katolicki. Kilku zagranicznych pionierów wydalono z kraju, a dla wydawców broszury prokurator żądał kary od 10 do 15 lat więzienia.
6 kwietnia 1941 roku wojska niemieckie zaatakowały Jugosławię. W wyniku intensywnych nalotów Biuro Oddziału w Belgradzie uległo zniszczeniu i zostało zamknięte. Druk i dostarczanie literatury biblijnej zorganizowano w Zagrzebiu. Z Chorwacji na teren Jugosławii literaturę biblijną z narażeniem życia dostarczali m.in. Stevan Stanković, Mihovil Balković i Josip Sabo. Stevan Stanković, przyłapany przez policję, trafił do obozu koncentracyjnego w Jasenovacu, gdzie zmarł. Mihovil Balković był kilkukrotnie aresztowany. Zginął pod koniec wojny w listopadzie 1944 roku, gdy z domu zabrali go partyzanci i ścięli. 
W 1943 roku Lestan Fabijan, Ivan Sever, Franjo Dreven i Filip Huzek-Gumbazir, którzy odmówili wstąpienia do oddziałów partyzanckich, zostali zabrani z domów i zamordowani.
Po wojnie, we wrześniu 1946 roku aresztowano 18 Świadków Jehowy. Po pięciomiesięcznym śledztwie w lutym 1947 oskarżono ich o działalność agenturalną na rzecz Stanów Zjednoczonych i próbę obalenia socjalizmu oraz przywrócenia ustroju kapitalistycznego. Na kary od roku do 15 lat więzienia skazano 14 Świadków Jehowy, a Rudolfa Kalle, Dušana Mikića i Edmunda Stropnika na karę śmierci przez rozstrzelanie. Po protestach współwyznawców z zagranicy karę śmierci zamieniono na 20 lat więzienia. 
W 1949 roku w Jugosławii zanotowano liczbę 460 głosicieli, w 1950 – 517, rok później – 601.

### Legalizacja działalności
9 września 1953 roku Socjalistyczna Federalna Republika Jugosławii pod rządami marszałka Tito oficjalnie zarejestrowała Chrześcijańską Wspólnotę Religijną Świadków Jehowy. Rejestracja pozwalała zgromadzać się w wyznaczonych salach i rozsyłać literaturę biblijną, lecz nie można było prowadzić działalności kaznodziejskiej od domu do domu, za którą groziły grzywny. Dlatego głoszono potajemnie i nieoficjalnie. Dalej też młodzi Świadkowie Jehowy odbywali kilkuletnie wyroki więzienia za odmowę podjęcia służby wojskowej.
W 1954 roku działalność prowadziło 1164 głosicieli, a w 1957 roku – 2232, skupionych w 78 jugosłowiańskich zborach.
W 1957 roku w centrum Zagrzebiu zakupiono warsztat, który przekształcono w Salę Królestwa na 160 osób. Dobudowano do niej małe biuro, w którym drukowano literaturę biblijną dla współwyznawców z całej Jugosławii. Jeszcze w tym samym roku w tym miejscu urządzono pierwszy powojenny kongres dla jugosłowiańskich Świadków Jehowy. Około 1960 roku w centrum Zagrzebia przy ulicy Kamaufova zakupiono dom, który służył jako Biuro Oddziału do 1998 roku. Nadzorcą jugosłowiańskiego Biura Oddziału był Miloš Knežević, usługujący również jako nadzorca obwodu. W roku 1960 zbory zaczęli odwiedzać nadzorcy obwodu, początkowo w weekendy a później pełnoczasowo. Austriackie Biuro Oddziału umacnianiało współwyznawców pod względem organizacyjnym.
W 1967 roku w kongresie pod hasłem „Dzieło czynienia uczniów” w Klagenfurcie w Austrii uczestniczyło 889 jugosłowiańskich wyznawców. Rok później w austriackim Villach odbył się kolejny kongres, pod hasłem „Dobra nowina dla wszystkich narodów” dla Świadków Jehowy z całej Jugosławii, w którym uczestniczyło 2319 osób. W 1969 roku zorganizowano ośmiodniowy kongres międzynarodowy pod hasłem „Pokój na ziemi” w Norymberdze w Niemczech. Program był przedstawiany również w językach serbsko-chorwackim oraz słoweńskim.
W 1970 roku zbór w Splicie otworzył Salę Królestwa. Dla Świadków  Jehowy z Jugosławii w Wiedniu w roku 1980 odbył się kongres pod hasłem „Miłość Boża”, a w następnym roku kongres pod hasłem „Lojalność wobec Królestwa”.

### Po rozpadzie Jugosławii
W 1991 roku do Chorwacji przyjechali Helen i Daniel Nizanowie z Kanady misjonarze, absolwenci Biblijnej Szkoły Gilead oraz kilka małżeństw z krajów europejskich znających miejscowe języki, aby pomóc w działalności kaznodziejskiej. Niedługo później mimo napiętej sytuacji i krawędzi wojny domowej od 16 do 18 sierpnia 1991 roku na stadionie Dynama w Zagrzebiu, odbył się pierwszy w Jugosławii kongres międzynarodowy pod hasłem „Lud miłujący wolność Bożą” z udziałem 14 684 obecnych, w tym delegatów z 15 krajów. W kongresie tym uczestniczyło również pięciu członków Ciała Kierowniczego Świadków Jehowy: Carey W. Barber, Lloyd Barry, Milton G. Henschel, Teodor Jaracz i Lyman A. Swingle.
W 1992 roku Świadkowie Jehowy z Chorwacji otrzymali pomoc humanitarną od austriackich, niemieckich, szwajcarskich i włoskich współwyznawców – część z niej udostępnili Świadkom Jehowy w Bośni i Hercegowinie. W 1994 roku pomimo trwającej wojny w uroczystości Pamiątki uczestniczyło 8326 osób. 
W 1995 roku wysłano na teren Chorwacji kilkunastu absolwentów Kursu Usługiwania. Ogółem od końca wojny do 2008 roku do Chorwacji skierowano blisko 50 pionierów specjalnych z Austrii, Niemiec, Włoch i innych krajów.
Do 1996 roku nadzór nad działalnością w Chorwacji a także w Bośni i Hercegowinie sprawował Komitet Kraju, działający pod nadzorem Biura Oddziału w Austrii. W tym też roku utworzono czteroosobowy Komitet Oddziału, a 23 października 1999 roku w Zagrzebiu oddano do użytku Biuro Oddziału, w którym pracowało około 50 osób. W uroczystym oddaniu obiektu do użytku uczestniczył członek Ciała Kierowniczego Gerrit Lösch. Następnego dnia w okolicznościowym zgromadzeniu wzięło udział 4886 osób. Wdrożono również program budowy Sal Królestw, dzięki któremu do 2008 roku wybudowano 25 nowych Sal Królestwa, a 7 zostało odremontowanych.
23 lipca 1999 roku na zgromadzeniach okręgowych pod hasłem „Prorocze słowo Boże” wydano Chrześcijańskie Pisma Greckie w języku chorwackim. Pełne tłumaczenie Biblii w Przekładzie Nowego Świata w tym języku ukazało się w roku 2006. 25 kwietnia 2020 roku Mark Sanderson, członek Ciała Kierowniczego, ogłosił w nagranym wcześniej przemówieniu wydanie zrewidowanego Pisma Świętego w Przekładzie Nowego Świata w języku chorwackim (oraz serbskim). W związku z pandemią COVID-19 zorganizowano specjalne zebranie w trybie wideokonferencji. W Chorwacji, Bośni i Hercegowinie, Czarnogórze oraz Serbii uczestniczyło w nim łącznie 12 705 osób (w tym  7076 osób w Chorwacji i Bośni i Hercegowinie). W latach 2006–2020 wydrukowano około 180 tysięcy egzemplarzy Pisma Świętego w Przekładzie Nowego Świata w języku chorwackim. Językiem tym na całym świecie posługuje się około 10 200 głosicieli.
13 października 2003 roku Ministerstwo Sprawiedliwości Republiki Chorwacji ogłosiło, że Świadkowie Jehowy są w tym kraju zarejestrowaną organizacją religijną. W 2007 roku działało w Chorwacji 5510 głosicieli, a na dorocznej uroczystości Wieczerzy Pańskiej (Pamiątce) zebrało się 10 137 osób. W 2011 roku w Chorwacji było 5612 głosicieli. Wiosną 2014 roku niemieccy współwyznawcy zorganizowali pomoc humanitarną dla poszkodowanych przez powódź.
W dniach od 11 do 16 listopada 2014 roku w ramach organizowanych w Zagrzebiu Międzynarodowych Targach Książki Interliber Świadkowie Jehowy przygotowali stoisko prezentujące działalność wydawniczą i edukacyjną. Stoisko to odwiedził m.in. prezydent Chorwacji Ivo Josipović, który wybrał dla siebie kilka publikacji Świadków Jehowy. W trakcie targów odwiedzający pobrali ponad 7500 publikacji biblijnych.
Kongresy odbywają się w języku chorwackim oraz chorwackim języku migowym. W dniach 7–9 sierpnia 2015 roku w hali Arena Zagreb w Zagrzebiu odbył się kongres specjalny pod hasłem „Naśladujmy Jezusa!” z udziałem delegatów z 14 krajów, m.in. z Chorwacji, Bośni i Hercegowiny oraz Austrii, Czech, Portoryko, Słowacji, Stanów Zjednoczonych, Węgier i Włoch. Uczestniczyło w nim 13 850 osób. Niektóre punkty programu, były transmitowane na kongres w Belgradzie. Ochrzczono 132 osoby. 
W lipcu 2016 roku delegacja Świadków Jehowy z Chorwacji uczestniczyła w kongresie specjalnym pod hasłem „Lojalnie trwajmy przy Jehowie!” w Paryżu, w czerwcu 2017 roku w kongresie specjalnym pod hasłem „Nie poddawaj się!” w Wiedniu, w lipcu 2017 roku w Mediolanie, a latem 2019 roku w kongresie międzynarodowym pod hasłem „Miłość nigdy nie zawodzi!” w Stanach Zjednoczonych.
W roku 2016 rozpoczął się Kurs dla Ewangelizatorów Królestwa, prowadzony w językach chorwackim i serbskim, dla osób ze wszystkich części byłej Jugosławii. W roku 2018 zorganizowano specjalną kampanię głoszenia w Chorwacji, Bośni i Hercegowinie. Od tego czasu zorganizowano kilka lokalnych kampanii głoszenia.
Na przełomie roku 2020 i 2021 zorganizowano pomoc dla poszkodowanych przez trzęsienie ziemi w Petrinji. W 2024 roku delegacje z Chorwacji brały udział w kongresach specjalnych pod hasłem „Głośmy dobrą nowinę!” w Stanach Zjednoczonych, Szwajcarii i na Węgrzech.
W sierpniu 2025 roku w Zagrzebiu odbędzie się kongres specjalny pod hasłem „Prawdziwe wielbienie Boga!” z udziałem zagranicznych delegacji m.in. z Albanii, Australii, Austrii, Finlandii, Gruzji, Izraela, Luksemburga, Mołdawii, Niemiec, Nowej Zelandii, Stanów Zjednoczonych, Szwajcarii, Ukrainy, Wielkiej Brytanii i Włoch.
W Chorwacji funkcjonują 52 Sale Królestwa, w których przeprowadza się zebrania zborowe w języku chorwackim, chorwackim migowym, angielskim, bośniackim, romskim, serbskim i ukraińskim.
W Biurze Oddziału tłumaczona jest literatura biblijna na język bośniacki, chorwacki i chorwacki język migowy.